# Cnemotrupes truncaticornis
Cnemotrupes truncaticornis es una especie de coleóptero de la familia Geotrupidae.

## Distribución geográfica
Habita en México.